# نرما روئیس
نُرما روئیس (اسپانیایی: Norma Ruiz‎؛ زادهٔ ۹ ژوئن ۱۹۸۲) بازیگر اهل اسپانیا است.
از فیلم‌ها یا مجموعه‌های تلویزیونی که وی در آن‌ها نقش داشته است، می‌توان به بگو چطور شد، متأهل… بچه‌دار و دردسر قریب‌الوقوع اشاره نمود.